# Бенвенуто Челліні
Бенвенуто Челліні (італ. Benvenuto Cellini, 3 листопада 1500, Флоренція — 13 лютого 1571, Флоренція) — італійський скульптор, ювелір, живописець, воїн та музикант епохи Ренесансу. Звертався до медальєрного мистецтва.

## Біографія

### Юнацькі роки
Бенвенуто Челліні, син архітектора та музиканта Джованні Челліні та його дружини, пані Марії Елізабетти ді Стефано Граначчі, народився 3 листопада 1500 року на 21 році їхнього подружнього життя.
Його батько працював на Медічі та у власній майстерні виготовляв музичні інструменти. На думку батька Бенвенуто мав також стати музикою, але вже у 14 років наважився піти проти волі батька та присвятити себе та своє життя ювелірній справі.
Великих зусиль коштувало Бенвенуто, щоб батько дав згоду та віддав його на навчання до майстерні Мікеланджело да Вівіано. Сплинуло дуже мало часу, і батько змінив своє рішення та забрав його з майстерні, після чого Бенвенуто втік до майстерні Антоніо ді Сандро, де відразу хлопець зробив великий ривок у навчанні та вдало почав власну творчість. У 1516 році Челліні мусив покинути Флоренцію на півроку через участь у бійці, котру він сам влаштував у маестро Франческо Касторо у Сієні. За помилуванням Джуліо де Медичі (котрий пізніше став Папою Климентом VII) йому було дозволено повернутися до Флоренції. Трохи пізніше Челліні працював у Болоньї у маестро Ерколє, потім у майстра мініатюр Сципіо Кавалетті. Після цього він повернувся до Флоренції, яку згодом знов покинув через сварку з братом та поїхав у Пізу, де цілий рік працював над золотими та срібними виробами, під керівництвом майстра Уллів'єрі делла Кйостра. Здобувши цей неоціненний досвід у мандрах, Челліні знов повернувся до Флоренції.

### Перше прибуття до Рима
Заняття музикою, котрою Челліні займався лише з примусу батька, набридали йому все більше і більше, що спричинило сварку із батьком, наслідком якої була втеча Бенвенуто із батьківського дому та Флоренції. Він поїхав у Рим, де влаштувався у майстерню до Фіренцуоли ді Ломбардіо. Але на прохання батька він через два роки повернувся додому та знову зайнявся музикою. Сварки із колегами ставали все жорсткішими, через що Челліні однієї ночі перевдягнувся у монаха та знов покинув місто.
Він подався до Рима приблизно у листопаді 1523 року, де на цей час Джуліо де Медічі став Папою Климентом VII.
Челліні було замовлено «велику чашу для води», яку створив у міланській майстерні художник Джанфранческо Пенні для єпископа з міста Саламанка. Але виконанню цього замовлення стала на перешкоді зустріч Челліні із батьком, що закінчилась черговою сваркою. Через затягнення закінчення роботи Папа настільки розлютився, що відмовився від сплати гонорару, обговореного із Челліні. Після цього Челліні вирішив, що є власником виконаної ним роботи, і він мусив захищати її зі зброєю, коли по неї прийшли посланці від Папи. Скандал із самим папою зробив Челліні відомим у римському суспільстві. Замовлення, які стали надходити постійно, дали йому змогу відкрити власну майстерню. Окрім ювелірної справи, він почав виготовляти печатки.
На цей період припадає зустріч Челліні із Порціо Кіджі, якого він дуже поважав та завдяки замовленням якого мав змогу відкрити власну майстерню. У будинку Кіджі (зараз Вілла Фарнезіна) Бенвенуто мав змогу вивчати фрески Рафаеля, які мали могутній вплив на подальший розвиток митця.
Чума, що у 1525 році змушувала мешканців Риму покидати свої домівки, торкнулася і Челліні. Він скуповував за безцінь у баварців, що працювали на полях, античні медальйони та коштовне каміння, котрі ті знаходили під час роботи. Метою купівель була майбутня спекуляція, перепродаж за більшу ціну при поверненні до Рима кардиналам, поціновувачам античного мистецтва.

### Облога і руйнація Рима (Sacco di Roma)
Під час облоги Рима у 1527 році Челліні, як палкий підданий Медичі, взяв участь у обороні Риму. Добра військова підготовка дала йому змогу проявити себе непоганим вояком, що підняло його авторитет в очах Папи. За наказом Папи і без вагань Челліні знищив (перелив вироби у злитки золота) декілька ювелірних виробів, що разом важили близько 200 фунтів золота, для того, щоб вони не потрапили до рук загарбників. Але вберегти Рим від пограбування і руйнацій не вдалося.
Після закінчення окупації, капітан Челліні повернувся до Флоренції, щоб потім подорожувати до Мантуї та зустрітися там ненадовго із відомим міланським золотих справ майстром Нікколо. Через чотири місяці Челліні повернувся до Флоренції, котра щойно оговталась від чуми. Із родичів живими там лишились лише брат та молодша сестра. Любов до єдиних родичів, яким пощастило вижити, змусила Челліні на деякий час затриматись у місті та зібрати гроші від продажу коштовностей для їх утримання.
На замовлення Джироламо Маццеті він працював над золотим медальйоном, що кріпився до капелюха. На горельєфі медальйона було зображено, як Геркулес голіруч вбиває лева. Ця робота отримала схвальні відгуки геніального Мікеланджело Буонарроті. Завдяки доброму відгуку вже тоді «божественного» скульптора-митця, популярність Челліні надзвичайно зросла та він став отримувати важливі замовлення та братися за найскладніші роботи. Трохи пізніше створений медальйон для Федеріко Джинорі надалі перейшов у володіння Франциска І із Франції і сприяв запрошенню Челліні до французького двору.

### Папа Павло ІІІ
Папа Климент VII помер у 1534 році. Його наступником став Папа Павло ІІІ із дому Фарнезе. Скориставшись нагодою, Челліні вбив Помпео де Капітанеіса, що був ініціатором його переслідувань. Замість штрафу Папа видав йому листа на отримання Челліні волі. За таку доброзичливість Челліні старанно працював над створенням печатки для Папи. Сім'я загиблого Помпео шукала приводу помститися, та не знайшла підтримки володаря міста. Загроза вбивства примусила Челліні тікати до Флоренції.
Поновлений лист Папи зробив повернення Челліні до Рима можливим. Однієї ночі на нього намагалися скоїти замах, і від страти врятував його лише лист Папи. За цим випадком прийшла хвороба, від якої помирало дуже багато людей. До Челліні вже навіть дійшли сонети, створені на його смерть. Але виживши, митець сприйняв це зцілення за диво. Для повного одужання він поїхав до своєї сестри.
Усього на рахунку Челліні було три вбивства. За своє життя він стояв багато разів перед судом. Одного разу його було засуджено до страти. Окрім тілесних пошкоджень, мав також багато звинувачень за крадіжки та заборонені сексуальні практики.

### Перша поїздка до Франції
У 1535 велика подорож через Падую, Венецію, міста Швейцарії, а звідти до міста Ліон, дорога привела Бенвенуто Челліні до Парижа. Але ця подорож не принесла довгоочікуваного результату. Зустріч із королем не відбулася і Челліні був змушений повернутися назад. Прибувши до Рима Челліні відкрив власну майстерню, де на нього працювало вже дванадцять чоловік.

### Ув'язнення
У Римі, на підставі чуток, які швидко поширювались завдяки його ворогові, Бенвенуто було заарештовано. Обвинувачення було висунуто на підставі крадіжки дорогоцінних каменів, до яких Челліні було допущено зі згоди Папи. Два довгих роки митець мусив конати у жахливій в'язниці, а спроба втечі ще більше погіршила ситуацію. Одного разу була навіть спроба вбивства Челліні. В ті часи метод вбивства діамантом був дуже поширеним: камінь розбивали на дрібні шматки та додавали до їжі, внаслідок чого, завдяки будові каменя, дрібні шматочки застрягали глибоко у горлі. Жертва помирала довго та у великих стражданнях. Від такої загибелі Челліні врятувала жадібність людини, котрій доручили віднести їжу. Той вкрав діамант, а розтрощив фальшивий, чим мимоволі врятував життя ув'язненому.
Вперше після інтервенції кардинала Феррари Іпполіто д'Есте, Челліні знов отримав свободу. Після цього він отримав запрошення до французького двору від Франциска І. 22 вересня Челліні прибув до Франції вже вдруге.

### Друга поїздка до Франції
Перша зустріч із королем пройшла у замку Фонтенбло, де король виказав Челліні свої погляди на мистецтво та побажання щодо майбутніх замовлень. Але дуже скоро почало відчуватися незадоволення, викликане мізерною, на думку Бенвенуто, платнею, порівняно із замовленнями, виконання яких вимагав король. Так, одного дня, Челліні вирішив втекти до Єрусалиму. Зібравшись рано вранці він вирушив у дальню подорож, яка скінчилась вже дуже скоро, коли люди короля його схопили та відвезли до палацу. Раптом, втеча стала для Челліні успіхом, бо король зробив замовлення та надав матеріали для дванадцяти срібних статуй. Як майстерню він отримав невеликий палац неподалік від Лувра.
Якось король відвідав майстерню Челліні. Твори майстра полонили володаря і той висловив свою подяку. Трохи пізніше Челліні представив заготовку золотої сільнички, яка так припала до душі правителю, що він не мав змоги відірвати від неї очей. За милості короля було створено ще багато коштовних робіт. Та за короткий проміжок часу Челліні також встиг отримати дуже впливових ворогів, серед яких була і фаворитка короля мадам д'Етамп.

### Повернення до Італії
Влітку 1545 року Челліні вирішив повернутися до Італії. Прибувши до Флоренції наприкінці червня, він зустрівся із Козімо Медічі, який запропонував йому роботу у своїй майстерні. Запропоноване виконання скульптури Персея із головою медузи змусило Челліні зробити самому собі та своїм натхненникам Мікеланджело та Донателло виклик. Ці думки захопили його настільки, що він вирішив прийняти замовлення.
У той час Франциск І дуже засмутився від'їздом митця та звинуватив його у невдячності, відмовивши йому у поверненні до Франції.
У 1545 році герцог подарував Челліні будинок у Флоренції, де він жив до кінця свого життя та у садку якого працював над створенням свого Персея. Через постійні труднощі та перешкоди закінчення роботи затягнулось аж на вісім років. Крім того, за цей проміжок часу Челліні виконав ще багато робіт із золота, які він передавав до герцогського двору. Впродовж усієї своєї творчої діяльності Челліні відчував себе понад усе золотих справ майстром, а вже потім — скульптором.

### Останні роки
Постійні сварки та незадоволення, життєві розчарування та депресії зробили відбиток на почуттях Бенвенуто; 1558 року він постригся у монахи.
Але вже у 1560 році він відмовляється від сану та одружується із власною домогосподаркою П'єрою ді Сальвадоре Паріджі. Ще до шлюбу вона народила Челліні сина, який помер у 1559 році.
Незважаючи на подружнє життя та захоплення Челліні впродовж всього життя жінками, у його бік лунали закиди щодо гомосексуальності. Також історія мистецтв проглядає сполученість мови форм його скульптур із гомосексуальністю. Його було багато разів звинувачено у садомазохізмі.
У 23-річному віці Челліні було звинувачено за садомазохістські відношення із хлопцем на ім'я Доменіко ді сер Джуліано да Ріпа. Але покарання не було винесено, можливо, через молодість Бенвенуто. Він стояв перед судом у Парижі, але вимоги позивача на покарання не були задоволені.
У 1556 році позов зробила мати його учня Фернандо ді Джованні ді Монтепульчано, котрий був його моделлю при створенні Персея. Позов було висунуто на підставі мазохізму. Челліні мусив виплатити п'ятдесят скуді золотом та був засуджений на чотири роки. Покарання було полегшене через особисте прохання герцога Тоскани Медичі.
Помер Бенвенуто Челліні 13 лютого 1571 року у Флоренції.

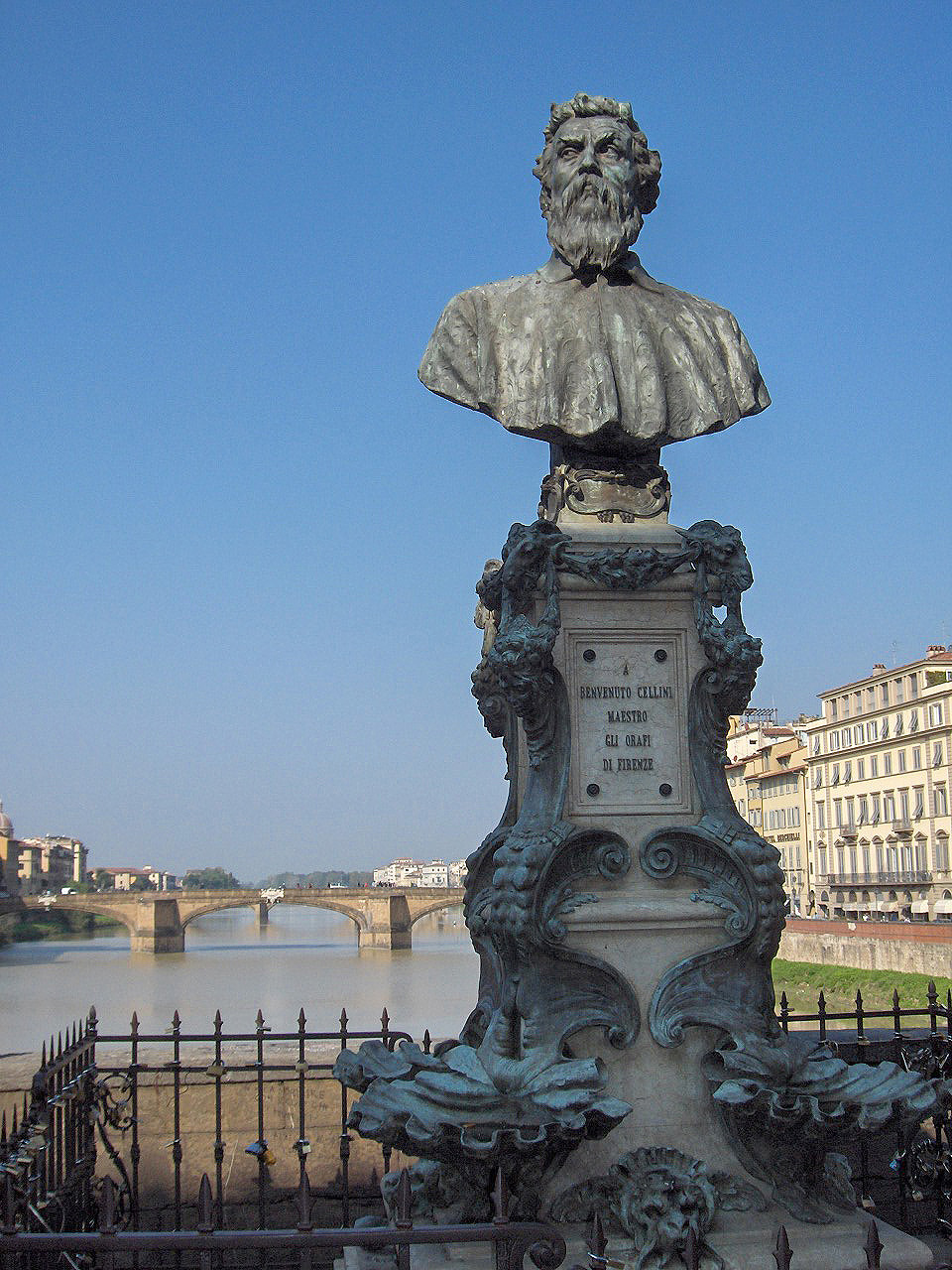
Міст Понте Векйо з монументом на честь Б.Челліні, Флоренція
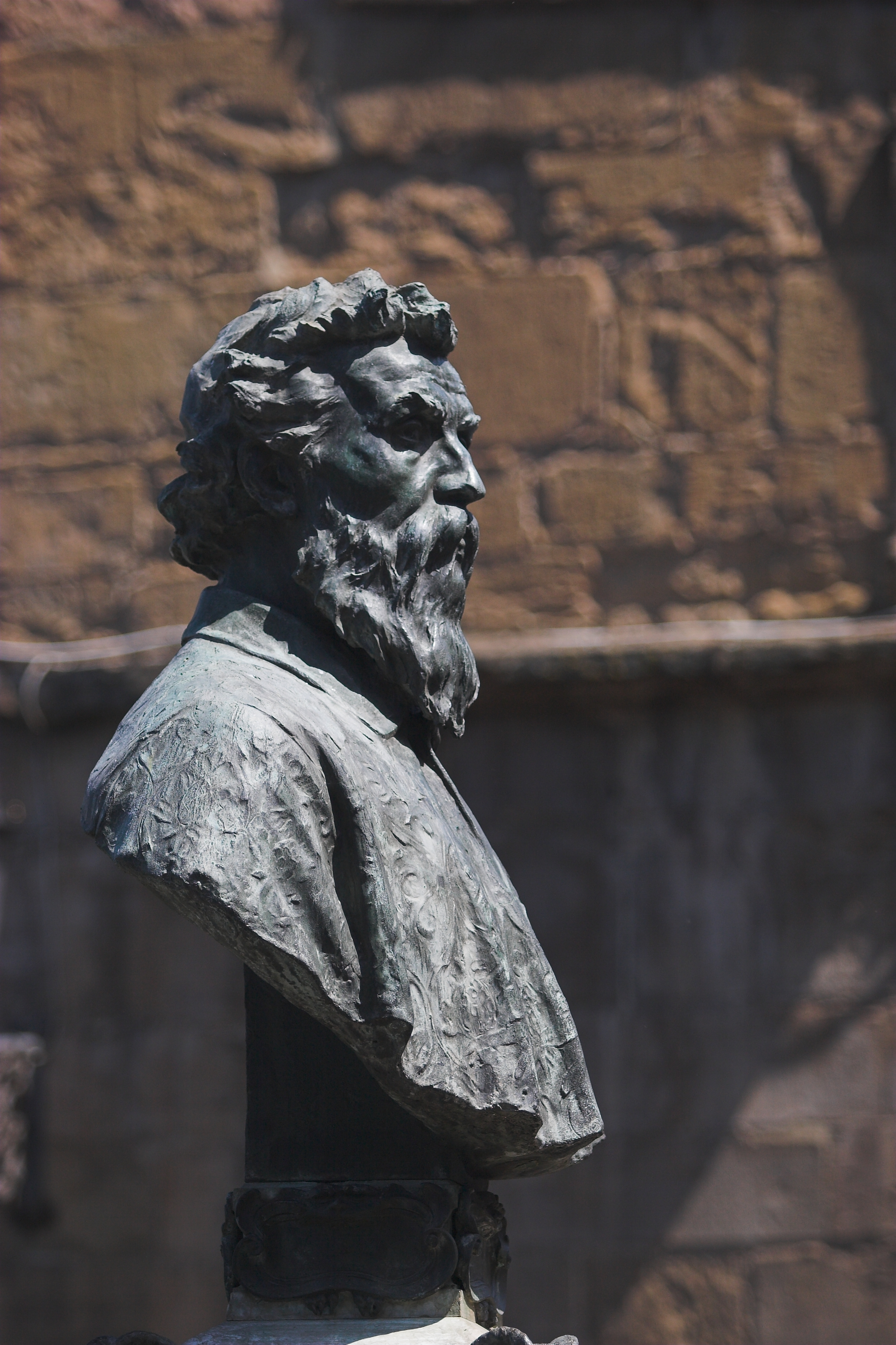
Погруддя Б.Челліні
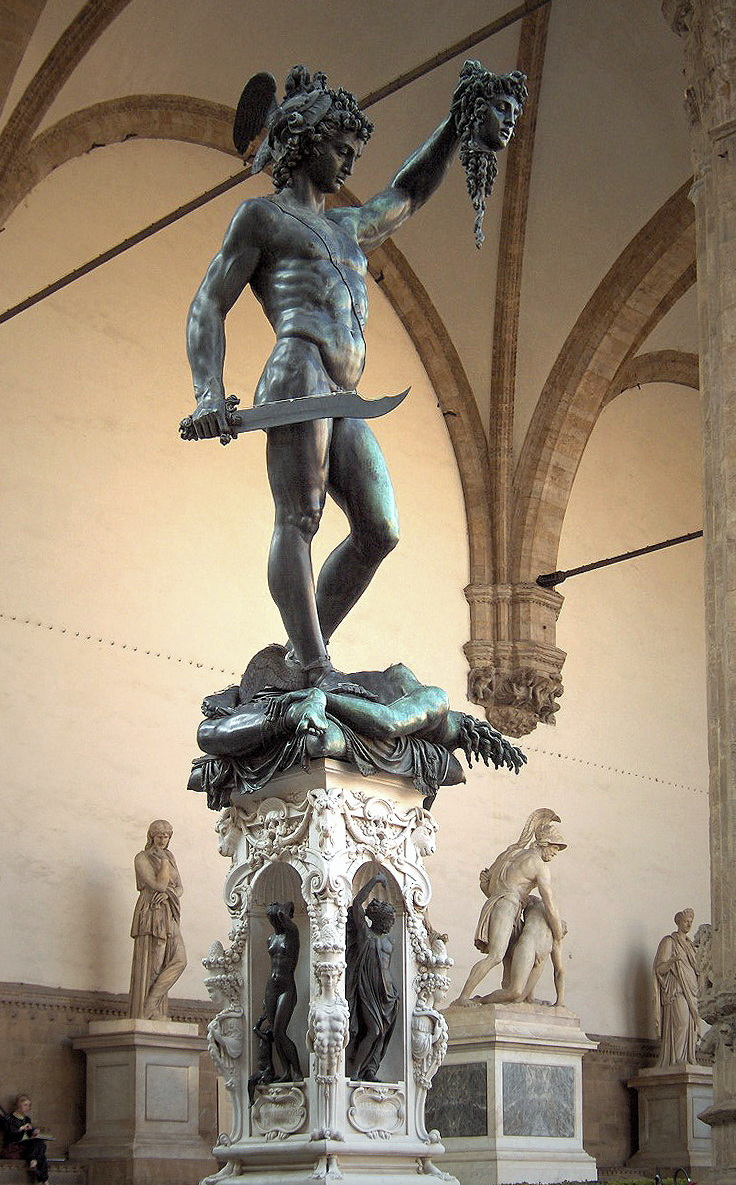
Персей (Бенвенуто Челліні)
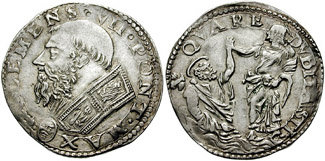
Медаль на честь папи римського Климента VII роботи Б.Челліні

## Творчість

### «La Vita»
Книга «Життєпис Бенвенуто, сина маестро Джованні Челліні, флорентійця, написана ним самим у Флоренції», є однією із найвизначніших пам'яток літератури XVI століття. Бенвенуто Челліні почав писати автобіографію у 1558 році, однак більша частина рукопису написана рукою 14-річного хлопця, секретаря Челліні, та ще декілька сторінок виконано іншою рукою. Хроніка життєвого шляху доведена до 1562 року. У XVIII столітті, після багатьох пригод, рукопис зник. У 1805 році його було знайдено в одному із книжкових магазинів у Флоренції та передано до бібліотеки Лауренціана, де він зберігається дотепер. Перше друковане видання з'явилось у Неаполі в 1728 році.
Життя Бенвенуто Челліні описано в літературному жанрі, який можна назвати популярним, у цьому й полягає відмінність від таких творів, як «Сповідь блаженного Августина» або «Сповідь Руссо». На сторінках цієї книги Бенвенуто Челліні не виказував жодних нових ідей; він дуже відкрито розповідав про свої пригоди, думки та почуття, що не характерно для жанру автобіографії того часу, приховавши низку неприємних ситуацій або подавши себе у вигідному світлі. Книга написана живою розмовною мовою (на тосканському діалекті), котра дуже переконливо передає думки та хвилювання самовпевненої, але нещасної людини у бурхливу добу XVI століття.

### Збережені роботи
Сучасники високо цінували Челліні як ремісника, стосовно ж його художньої майстерності думки розділились; однак, попри це, саме йому доручили представляти скульпторів на церемонії поховання Мікеланджело. Бенедетто Варкі і Джорджо Вазарі казали багато гарних речей щодо його таланту ювеліра. Вазарі, наприклад, писав, що Челліні — неперевершений майстер медальєрного мистецтва, який перевершив навіть давніх, та великий ювелір свого часу, а також геніальний скульптор. Із створених ним витворів ювелірного мистецтва небагато збереглося: сільничка Франциска І (1540—1543, Відень, художньо-історичний музей), медалі та монети, створені для Папи Климента VII та Алессандро Медічі, а також ескізи декоративної застібки для одягу Климента VII.
Місце Челліні в історії мистецтв визначається перш за все його скульптурними роботами. Його творчість вплинула на розвиток маньєризму. Найбільш значущим його творінням, створеним під час перебування у Франції, є бронзовий рельєф Німфа Фонтенбло (до 1545 року, Лувр). Із збережених витворів, створених ним після прибуття до Флоренції: Персей (1545—1553, Флоренція, Лоджія Ланчі), статуетка хорта (1545—1546, Флоренція, Барджелло), бюст Козімо Медічі (1545—1548, там само), Ганімед (1548—1550), Аполлон і Гіацинт, Нарцис (усе у Флоренції), бюст Біндо Альтовіті(Музей Гарднер, Бостон, США), Розп'яття (зак. 1562, Ескоріаль).

### Скульптура. Персей
Докладніше Персей
Без сумніву Челліні можна вважати найвидатнішим золотих справ майстром епохи Відродження, але також свій внесок він зробив і в скульптуру. Головне місце займає скульптурна група «Персей, що тримає голову Медузи», робота, виконана на замовлення Козімо І Медічі, яка зараз знаходиться у Лоджії Ланчі у Флоренції. Працюючи над Персеєм, Челліні спробував досягти рівня майстерності свого вчителя Мікеланджело. Під час довгої та важкої праці Бенвенуто довелось подолати багато труднощів, в нього почалась сильна гарячка, внаслідок якої він практично не міг самостійно рухатись. Спочатку він довірив закінчити роботу своїм учням, котрі, через складнощі виконання, трохи не спотворили усю скульптуру.
До 1996 року скульптура, знаходячись просто неба, постійно була під впливом зовнішнього середовища протягом сторіч, внаслідок чого була сильно пошкоджена. Наприкінці 1990-х рр. Персея забрали з Лоджії та перенесли до приміщення музею Уфіцці для чистки та реставрації. Цей процес затягнувся на роки, і скульптура повернулася на своє місце лише у червні 2000 року.
Серед інших робіт, що зробили автора відомим ще за життя, був Марс для фонтана у Фонтенбло та бронзові двері, монети, викарбувані для папи римського та флорентійських правителів, срібний Юпітер у натуральний розмір, а також бронзове погруддя банкіра Біндо Альтовіті.

### Золоті вироби
До збережених дотепер робіт належить медальйон Климента VII, що є символом миру між християнськими правителями (1530). На медальйоні зображено бюст Папи, він був підписаний іменем самого автора. Також зберігся підписаний медальйон із портретом Франциска, медаль Кардинала П'єтро Бембо, а також неперевершена золота сільничка (відома як Сальєра), зроблена для Франциска І. Цей артефакт — 26-и сантиметрова у висоту фігура, красою якої захоплювались як у ті часи, так і сьогодні. Фігура зображує голих бога та жінку, що сидять один навпроти одного із перехрещеними ногами, символізуючи Землю.
Сільничка Сальєра (La Saliera) була вкрадена із віденського музею історії мистецтв у 2003 році. Після викрадення злочинці зв'язались із поліцією та вели переговори про повернення шедевру за викуп. Але домовитися так і не вдалося. В обмін на сільничку викрадачі хотіли отримати 10 млн євро (експерти оцінюють справжню вартість у 50 млн євро).
Через два роки поліції знов вдалося встановити контакт із викрадачами сільнички. Переговори щодо повернення шедевру ювелірного мистецтва було поновлено у жовтні 2005 року. Як доказ, що сільничка дійсно знаходиться у них, злочинці надали одну від'єднану деталь — тризуб. Поліція домовилась про передачу сільнички, однак, операція провалилась.
За загадкових обставин австрійський поліції все ж таки вдалось повернути шедевр на його місце у музеї 21 січня 2006 року. Кажуть, одного із злочинців вдалося сфотографувати, і те фото було таке якісне та пізнаване, що крадій сам прийшов та вказав місцезнаходження сільнички.

### Мармурова фігура Христа
Однією із найважливіших робіт, що відноситься до пізньої творчості Челліні, є оголена фігура Христа зроблена із мармуру. Коли Челліні отримав прекрасний шматок мармуру, він вважав себе не гідним навіть торкатися до нього і першою людиною, котрій він хотів віддати мармур, був Мікеланджело. Але Челліні довелось взятися за роботу самому, бо Мікеланджело був вже у віці та не міг подолати таке завдання. Як наслідок, Челліні створив такий шедевр, що не поступався витворам його вчителя. Хоч спочатку скульптуру планували розмістити на місці поховання Челліні, пізніше її було продано Медічі та перевезено до монастиря неподалік від Мадриду (Crocifisso (El Escorial, Monastero di San Lorenzo, 1556—1562)). Там робота була трохи допрацьована: до неї було додано настегенну пов'язку.

### Втрачені роботи
Бенвенуто Челліні працював на Алессандро Медічі, першого графа Флоренції, для якого у 1535 році створив монету — медаль(аверс-профіль графа, реверс — фігури святих Косми і Даміана).
Деякі мистецтвознавці[хто?] вважають «Юпітера, що перемагає гігантів», «Поєдинок Персея та Фіная» та Собаку роботами, створеними руками Челліні.
До інших втрачених робіт відносяться: незакінчена чаша Климента VII; золота обкладинка для молитовної книги, подарунка Папи Павла III Чарльзу V (повний опис цих робіт Челліні наводить в автобіографії); великі срібні статуї Юпітера, Вулкана та Марса, зроблені на замовлення Франциска І під час перебування у Парижі; бюст Юлія Цезаря; срібна чаша для кардинала Феррари. Неперевершений золотий «ґудзик», зроблений Челліні для плаща Климента VII. Конкурс на створення цього ґудзика дуже яскраво зображує Челліні в автобіографії. Пізніше ґудзика було пожертвувано Папою разом із багатьма іншими ювелірними шедеврами на вимогу Наполеона, під час завершення кампанії проти церкви у 1797 році. Згідно з угодою, Папі було запропоновано віддати третю частину суми у 30.000.000 франків золотом та дорогоцінностями. Зберігся малюнок акварельними фарбами, написаний Ф. Бертолі на вимогу англійця на ім'я Талман у першій половині 18 сторіччя. Лицева та зворотна сторони, як і обід, зображені повністю. Художник зобразив також дорогоцінні камені, розміщені на ґудзику, включно з великим діамантом, який у ті часи вважався другим за розміром у світі.

## Аналіз життя і творчості
Сам Бенвенуто, учень Мікеланджело, вельми шанував свого вчителя, однак був переконаний, що той — представник покоління художників, яке відходить, а серед його однолітків рівних йому просто немає. Коли правитель Флоренції герцог Козімо Медічі, замовивши мармурову статую Персея, він вирішив трохи збити ціну за виконання та натякнув, що інший художник зробив би це не гірше, Бенвенуто вигукнув: «Мій вчитель Мікеланджело Буонарроті, коли був молодшим, зробив би так само, та і йому це коштувало б не менших зусиль, ніж мені. Зараз, коли він вже старий та авжеж не зможе виконати це замовлення, я не думаю, що на світі є інша людина, яка здатна впоратись із таким замовленням». Впевненість Челліні у своїй обраності була безмірно великою. У автобіографії «Життя» він перелічує відразу декілька фактів, які вказують на його обраність: у ранньому дитинстві він голіруч схопив скорпіона, і той його вжалив; потім він бачив у вогнищі саламандру, в якійсь мірі містичну істоту, і оскільки ніхто інший не міг її побачити, то це і стало для нього знаком обраності.
Але це лише квіточки у порівнянні із тим, що відбувалось із Бенвенуто у середньому віці, коли він став вже не тільки відомим художником, але й відомим хуліганом та бретером. За свої витівки він постійно опинявся у в'язниці, а також у найаристократичнішій з них — у замку Святого Янгола у Римі. Саме там у Бенвенуто були найфантастичніші видіння. До нього приходили Христос та Мадонна із двома укляклими янголами з обох боків. Він мав пророчі сни про себе та інших. Але найголовніше трапилось із ним після того, як він вийшов із в'язниці. Навколо його голови з'явилось сяйво. Справжній німб, як у святих. Сам він розповідає про це із вельми радісною тональністю. "Я не хочу мовчати про найдивовижнішу подію, котра коли-небудь траплялась із людиною. Я розповідаю про це у доказ всемогутності Бога. Ось чим він мене винагородив: після видіння, про яке я розповідав, навколо моєї голови з'явилось сяйво, чудесне явище. Його бачило дуже багато людей, котрим я його показував. Чим північніше знаходився сам Бенвенуто (наприклад у Франції), тим більш явно виднілось сяйво. Особливо сприятливими були вологі, росисті ранки, години через дві після сходу Сонця.
Найдивніше, що Челліні, розповідаючи нам про ці дива в автобіографії, схоже, сам у них вірив. «Він сам себе помазав та коронував абсолютним монархом мистецтва, і кожний випад проти нього сприймався як образа його величності» — сказав про нього один критик. Бенвенуто, схоже, дійсно вважав себе одним із великих цього світу, не тільки рівним герцогам, але й куди більш значущим. Одного разу, на шляху до Франції, він повинен був заїхати у місто Феррара до кардинала д'Есте. Назустріч художнику виїхав слуга кардинала, котрий сказав йому, що кардинал просить його поспішати та їхати на поштових. «Я йому відповів, що моє мистецтво не робиться на поштових, — пише Бенвенуто. — Що коли я подорожую, то їду невтомними переходами, що мене повинен супроводжувати кінний слуга для особистих послуг, що я повинен бути забезпеченим грошима, достатніми для подорожі». Посланець кардинала зарозуміло відповів, що так подорожують лише сини герцога. Бенвенуто сказав, що не знає, як подорожують сини герцога, бо сином герцога ніколи не був, а якщо той буде його ображати, то він взагалі не поїде.

### Використання образу в мистецтві
- Гектор Берліоз написав оперу про життя Челліні.
- Александр Дюма написав драму «Бенвенуто Челліні», а також роман «Асканіо», що базується на житті Бенвенуто.
- Грегорі Ла Кава[en] зняв кінострічку «Романи Челліні» у 1934 році.
- Марк Твен, у книзі «Принц та жебрак», називає витвори Бенвенуто Челліні «безцінними».
- Герман Мелвілл, у книзі Мобі Дік.